# Cristoval
Cristoval is een plaats (freguesia) in de Portugese gemeente Melgaço en telt 619 inwoners (2001).

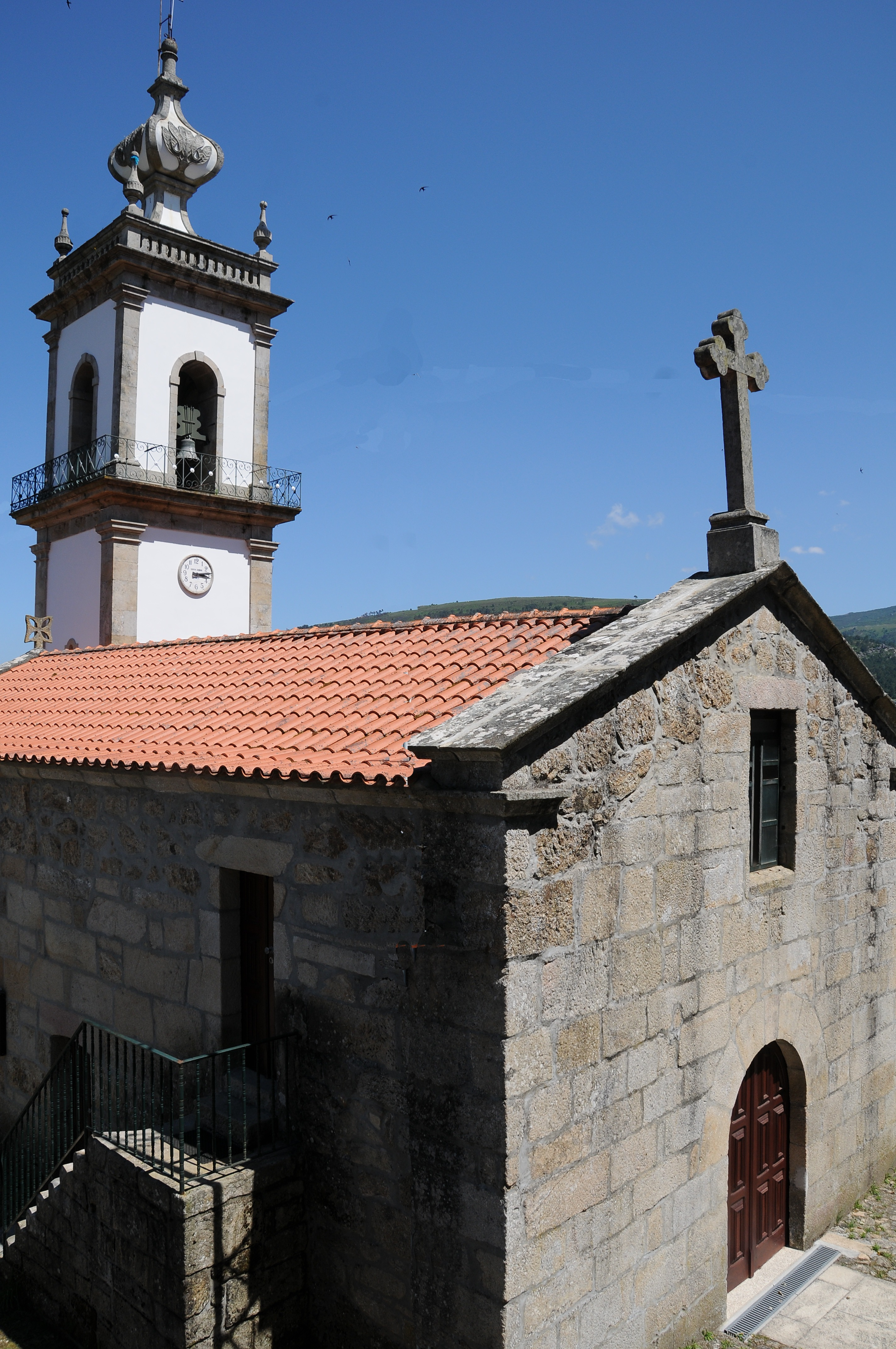